# Lada C-Cross
Der Lada C-Cross ist ein Konzeptfahrzeug auf der Plattform des Renault Megane, den Lada auf der Moskauer Auto Show 2008 vorstellte. Das SUV ist eine gemeinsame Entwicklung von AwtoWAS und des kanadischen Automobilzulieferers Magna International. Das Design wurde mittels Preisausschreiben ermittelt, wobei der Vorschlag des Designstudenten Vladimir Filatov als Sieger hervorging. Die Prototypen verfügten über Benzinmotoren von 1,6 bis 2,0 Liter Hubraum. Der Wagen soll mit dem 2,0-Liter-Motor eine Höchstgeschwindigkeit von 190 km/h erreichen und einen Durchschnittsverbrauch von 8,2 Liter auf 100 Kilometer haben. Der Preis für den Kompakt-SUV soll bei etwa 450.000 Rubel liegen, was umgerechnet etwa 12.500 Euro entsprechen würde. Nach letzten Informationen sollte des SUV ab 2012 gebaut werden.